# ذي سيمز 3
ذي سيمز 3 (بالإنجليزية: 3 The Sims)‏ هي لعبة إستراتيجية تحاكي الحياة اليومية، حيث يقوم فيها اللاعب بالتحكم بشخصيات افتراضية ويحاول تحسين حالتهم المزاجية ويسكنهم في منازل جاهزة أو إنشاء منازل بأنفسهم.
اللعبة تم إصدارها للعمل على أنظمة ويندوز وماك أو إس عشرة في يونيو 2009، وصدرت في نهاية أكتوبر 2010 على منصات الألعاب بلاي ستيشن 3، إكس بوكس 360، وي ونينتندو دي إس. وهناك إصدار آخر متاح لجهاز نينتندو 3دي إس.

## أسلوب اللعب
أسلوب اللعب في هذا الجزء مشابهه لما كان في الأجزاء السابقة، حيث يتحكم اللاعب بشخصية افتراضية يقوم من خلالها بعديد من النشاطات وتكوين علاقات اجتماعية بشكل مشابه للواقع. ذي السيمز 3 -كسابقاتها في السلسلة- ليس لها هدف محدد تنتهي اللعبة بإتمامه، فاللعب فيها مفتوح.
وحققت اللعبة نجاح عالمي في المبيعات مما يزيد عن 10 ملايين نسخة باعت مما جعل اللعبة من أفضل العاب التاريخ.

## إنشاء محاكي
المحاكي هو الشخصية التي تحكم بها خلال اللعبة بحيث يمكن للاعب أن يختار بين مجموعة كبيرة من الصفات والميزات الخاصة بمحاكيه مثلا تحتوي اللعبة على 17 قصة شعر للمحاكي الرجل و22 قصة شعر للمحاكي المراة بدون احتساب الإضافات مع عديد الصفات الأخرى مثل شكل الوجه والعينين والفم شكل والجسم والثياب والميولات والمهارات...

## الصفات
الصفات هي الأشياء التي يجيد المحاكي فعلها ويستمتع بذلك أي تحسن مزاجه
```
قائمة الصفات:
```

- رياضي: المحاكي الرياضي يعيش حياة أطول من غيره، هذه الصفة مطلوبة في مجال الرياضة الاحترافية والخدمة العسكرية والاجرام.
- باس، طبل وبيانو: هذه الآلات الموسيقية موجودة في حزمة التحديث لايت نايت بهذه المهارة يمكن أن تنشا فرقة موسقية وتجني المال بسهولة بالعزف في النوادي الليلية.
- جاذبية: هذه المهارة تساعد على كسب الأصدقاء.
- الطبخ: ينجح المحاكي في طبخ الطعام دون تدريب.
- صيد السمك: يستطيع المحاكي صيد السمك بسرعة.
- البستنة
- غيتار: مهارة تتطور كلما عزف المحاكي الإيتار
- اليد العاملة: مهارة تزداد كلما أصلح المحاكي الأشياء المعطبة.
- الاخترع: مهارة تأتي مع حزمة التحديث امبيشن (طموحات).
- المنطق
- فنون قتال
- الرسم
- التقاط الصور
- قراءة
- النحت
- الكتابة

## المهنة
يمارس المحاكي مهنة ما يختارها اللاعب ليجني المال، هناك العديد من الوظائف مثل:-
- العمل في الميدان العلمي
- الرياضة المحترفة
- الفنون
- الأمن
- العسكرية
- الصحافة
- الكتابة
- الطب
- السرقة
- الغناء
- العمل [ Bussnis ]

والخ...

## الإنجاب
يمكن أن يزيد اللاعب عد أفراد العائلة المحاكية عبر الإنجاب حيث يمكن للمحاكي المرأة المتزوجة أن تنجب رضيعا ثم يجب الاعتناء به حتى يكبر.
ويمكن الإنجاب عن طريق الزواج من شخصية أخرى في اللعبة [ ذكر، انثي ] وإنشاء علاقة تزاوجية معهم وثم محاولة الإنجاب عند السرير
حتى تكون زوجتك حاملاً بعد التأكد من الحمل لتصبح بعدها أب، أم لهذا الابن

## العوالم
العوالم هي المدن التي تعيش فيها شخصيات اللعبة حيث تتنقل بحرية وتقوم بعديد النشاطات، نجد في اللعبة عوالم عديدة مدمجة أو يمكن اضافتها مثلا: سنست فالي، ريفرفيو، هيدنسبرينغ، برنكلبي، بريدجبورت، باريس، مصر.....

## الاجزاء أو الاضافات
- ورلد أدفينترس (مغامرة حول العالم)17 نوفمبر 2009
- امبيشن (طموحات)1 جوان 2010
- لايت نايت (الليل المتأخر)26 أكتوبر 2010
- جنريشنس (أجيال)31 ماي 2011
- باتس (حيوانات أليفة)18 أكتوبر 2011
- شوتايم (وقت العرض)6 مارس 2012
- سوبر ناتشورال (الخوارق) سبتمبر 2012
- سيزونز (الفصول المناخية) نوفمبر 2012
- يونيفيرستي لايف (حياة الجامعة) مارس 2013
- أيلاند بارادايز (جزيرة الفردوس) يونيو 2013
- جوبز (الوظائف) أبريل 2016
- جيت فيموس (كن مشهوراً) أكتوبر 2017
- لاند أدفنشر (مغامرة الأرض) يناير 2019

## حزمات الأغراض
- هاي اند لوفت ستف (الأغراض اللمتطورة)
- فست لاين ستف (أغراض الطريق السريع)
- أوت دور ليفنغ ستف (أغراض العيش في الخارج)
- تاون لايف ستف (أغراض العيش في المدينة)
- ماستر سويت ستف (أغراض الحياة الفاخرة).

## روابط خارجية
- ذي سيمز 3 على موقع IMDb (الإنجليزية)